# Partenavia Fachiro
El Partenavia P.57 Fachiro es un monoplano de turismo italiano, de cuatro asientos, de ala alta, equipado con un tren de aterrizaje triciclo fijo.

## Diseño y desarrollo
El P.57 fue diseñado y construido por Partenavia. El Fachiro I con motor Lycoming O-320 voló por primera vez el 7 de noviembre de 1958, seguido por el Fachiro II, el 3 de enero de 1959. Una versión posterior, denominada II-f, introdujo un empenaje y timón en flecha.
El Fachiro utiliza una construcción mixta de tubos de acero y tela, y está equipado con un motor de 119 kW (160 hp) para uso en aeroclubes y aviación general.
Una versión única, totalmente metálica, el P.64 Fachiro III, se desarrolló posteriormente como P.64 Oscar.
Siete ejemplares de la versión Fachiro II-f permanecían en funcionamiento en Italia durante la primavera de 2009.

## Variantes
P.57 Fachiro I
Propulsado por un motor Lycoming O-320 de 112 kW (150 hp).
P.57 Fachiro II
Propulsado por un motor Lycoming O-360-B2A de 125 kW (168 hp). 3 construidos.
P.57 Fachiro II-f
Propulsado por un motor Lycoming O-320-A2A de 134 kW (180 hp). 33 construidos.
P.64 Fachiro III
Versión totalmente metálica desarrollada como P.64 Oscar. 1 construido.

## Especificaciones (Fachiro II-f)
Referencia datos: Jane's All The World's Aircraft 1965-66

### Características generales
- Tripulación: Uno (piloto)
- Capacidad: 3 pasajeros
- Longitud: 6,6 m (21,7 ft)
- Envergadura: 9,1 m (30 ft)
- Altura: 2,4 m (7,9 ft)
- Superficie alar: 13,4 m² (144,2 ft²)
- Perfil alar: NACA 4412/4409
- Peso vacío: 645 kg (1421,6 lb)
- Peso máximo al despegue: 1100 kg (2424,4 lb)
- Planta motriz: 1× motor bóxer de 4 cilindros refrigerado por aire Lycoming O-360-A2A.
  - Potencia: 130 kW (179 HP; 177 CV)
- Hélices: Sensenich M74DM62 bipala de paso fijo
- Capacidad de combustible: 160 L
- Alargamiento: 6,23:1

### Rendimiento
- Velocidad máxima operativa (Vno): 240 km/h (149 MPH; 130 kt) a nivel del mar
- Velocidad crucero (Vc): 190 km/h (118 MPH; 103 kt) (crucero económico, 50 % de potencia)
- Velocidad de entrada en pérdida (Vs): 75 km/h (47 MPH; 40 kt)
- Alcance: 900 km (486 nmi; 559 mi)
- Techo de vuelo: 4200 m (13 780 ft)
- Régimen de ascenso: 5 m/s (984 ft/min)
- Carrera de despegue para 15 m (50 pies): 503 m

## Aeronaves relacionadas

### Desarrollos relacionados
- Partenavia Oscar

### Secuencias de designación
- Secuencia P._ (interna de Partenavia): ← P.52 - P.53 - P.55 - P.57 - P.59 - P.64 - P.66 →